# Stolzia
Stolzia é um género botânico pertencente à família das orquídeas (Orchidaceae).

## Lista de espécies
| - Stolzia angustifolia - Stolzia atrorubra - Stolzia christopheri - Stolzia compacta - Stolzia cupuligera - Stolzia diffusa - Stolzia elaidum - Stolzia grandiflora | - Stolzia leedalii - Stolzia moniliformis - Stolzia nyassana - Stolzia oligantha - Stolzia peperomioides - Stolzia repens - Stolzia viridis - Stolzia williamsonii |